# Стальная Крыса (роман)
Стальная Крыса (англ. The Stainless Steel Rat) — фантастический роман американского писателя Гарри Гаррисона, входящий в серию Стальная Крыса. Четвёртый по внутренней хронологии серии и первый по году издания. Издан в 1961 году.

## Сюжет
Во время неудачного ограбления обычного на первый взгляд магазина галактический авантюрист и мошенник Джим ди Гриз всё же попадает в ловушку, расставленную для него сотрудниками Специального корпуса. Эта элитная организация состоит из бывших преступных гениев, служащих на благо человечества. Джим вынужден выбирать между тюрьмой и службой в этой организации, и он соглашается на второе. Вскоре появляется первое серьёзное задание для него — необходимо выяснить кто и с какой целью строит боевой космический корабль на мирной аграрной планете. Но на этом приключения Джима не оканчиваются.